# WDR61
WDR61 (англ. WD repeat domain 61) – білок, який кодується однойменним геном, розташованим у людей на 15-й хромосомі. Довжина поліпептидного ланцюга білка становить 305 амінокислот, а молекулярна маса — 33 581.
| 10         |  | 20         |  | 30         |  | 40         |  | 50         |
| ---------- |  | ---------- |  | ---------- |  | ---------- |  | ---------- |
| MTNQYGILFK |  | QEQAHDDAIW |  | SVAWGTNKKE |  | NSETVVTGSL |  | DDLVKVWKWR |
| DERLDLQWSL |  | EGHQLGVVSV |  | DISHTLPIAA |  | SSSLDAHIRL |  | WDLENGKQIK |
| SIDAGPVDAW |  | TLAFSPDSQY |  | LATGTHVGKV |  | NIFGVESGKK |  | EYSLDTRGKF |
| ILSIAYSPDG |  | KYLASGAIDG |  | IINIFDIATG |  | KLLHTLEGHA |  | MPIRSLTFSP |
| DSQLLVTASD |  | DGYIKIYDVQ |  | HANLAGTLSG |  | HASWVLNVAF |  | CPDDTHFVSS |
| SSDKSVKVWD |  | VGTRTCVHTF |  | FDHQDQVWGV |  | KYNGNGSKIV |  | SVGDDQEIHI |
| YDCPI      |  |            |  |            |  |            |  |            |

A: Аланін

C: Цистеїн

D: Аспарагінова кислота

E: Глутамінова кислота

F: Фенілаланін

G: Гліцин

H: Гістидин

I: Ізолейцин

K: Лізин

L: Лейцин

M: Метіонін

N: Аспарагін

P: Пролін

Q: Глутамін

R: Аргінін

S: Серин

T: Треонін

V: Валін

W: Триптофан

Задіяний у таких біологічних процесах, як транскрипція, регуляція транскрипції, сигнальний шлях Wnt, ацетилювання. 
Локалізований у цитоплазмі, ядрі.